# Temnosternopsis ochreopictus
Temnosternopsis ochreopictus är en skalbaggsart som beskrevs av Stefan von Breuning 1961. Temnosternopsis ochreopictus ingår i släktet Temnosternopsis och familjen långhorningar. Inga underarter finns listade i Catalogue of Life.